# Drugi prijelazni period
Drugi prijelazni period je razdoblje između pada Srednje države, i početka Nove države. Najbolje je poznato po tome što su se u tom razdoblju u Egiptu pojavili Hiksi, koji su vladali za vrijeme petnaeste i šesnaeste egipatske dinastije.
Slavna Dvanaesta egipatska dinastija završila je oko 1800. pr. Kr Nasljednik joj je bila mnogo slabija Trinaesta egipatska dinastija. Vladala je iz Itjtawya. Trinaesta dinastija nije uspjela održati kontrolu nad velikim teritorijem Egipta. Vladajuća obitelj provincije u Xoisu, koji se nalazi u močvarama zapadne Delte, odcijepila se od središnje vlasti i osnovala četrnaestu egipatsku dinastiju. Podjela zemlje ubrzana je nakon vladavine Neferhotepa I. iz trinaeste dinastije.
Za vrijeme vladavine njegova brata i nasljednika Sobekhotepa IV., prvi puta se pojavljuju Hiksi, a oko 1720. pr. Kr. preuzimaju vlast nad gradom Avarisom  (današnji Tell ed-Dab'a/Khata'na), nedaleko od Qantira. Manetho je u svome djelu  Aegyptiaca zabilježio da su za vrijeme vladavine "Tutimaiosa" (Dudimose I. iz četrnaeste dinastije) Hiksi pod vodstvom Salitisa osnivača petnaeste dinastije., pregazili Egipat. Nakon petnaeste dinastije vladala je skupina princeza i vojskovođa Hiksa, koji su vladali istočnom Deltom sa svojim egipatskim vazalima a poznati su po skarabima u koje su urezana njihova imena, suvremeni egiptolozi ih nazivaju šesnaestom dinastijom.
Čini se da su kasniji vladari trinaeste dinastije bili samo prolazni vladari pod kontrolom snažnih vezira. Postoje čak i teorije da kraljevi u tom razdoblju nisu postavljani nego birani. Jedan od vladara u kasnoj dinastiji, Wahibre Ibiau, je možda i sam bio bivši vezir. Od vladavine Sobekhotepa IV., snaga ove dinastije, koja ionako nije bila velika, počela je opadati. Vladar Merneferre Ai (vladao u 18. st. pr. Kr.) bio je, čini se, samo prinčevima Hiksa koji su ovdje vladali. Njegovi su nasljednici održali svoj položaj kojem je značaj bio nevelik do oko 1633. pr. Kr.
Negdje u vrijeme kada su Memphis i Itj-tawy pali pod vlast Hiksa, Egipćani koji su vladali iz Tebe objavili su svoju neovisnost od podčinjene dinastije iz Itj-tawya i započeli sedamnaestu egipatsku dinastiju. Ova će se dinastija pokazati spasonosnom za Egipat i s vremenom će pokrenuti oslobodilački rat koji je potisnuo Hikse natrag u Aziju. Dva posljednja vladara ove dinastije bili su Tao II. Hrabri i Kamose, kojem se po tradiciji pripisuje konačna pobjeda nad Hiksima. S početkom osamnaeste dinastije počinje i razdoblje Nove države.